# Maestro internacional

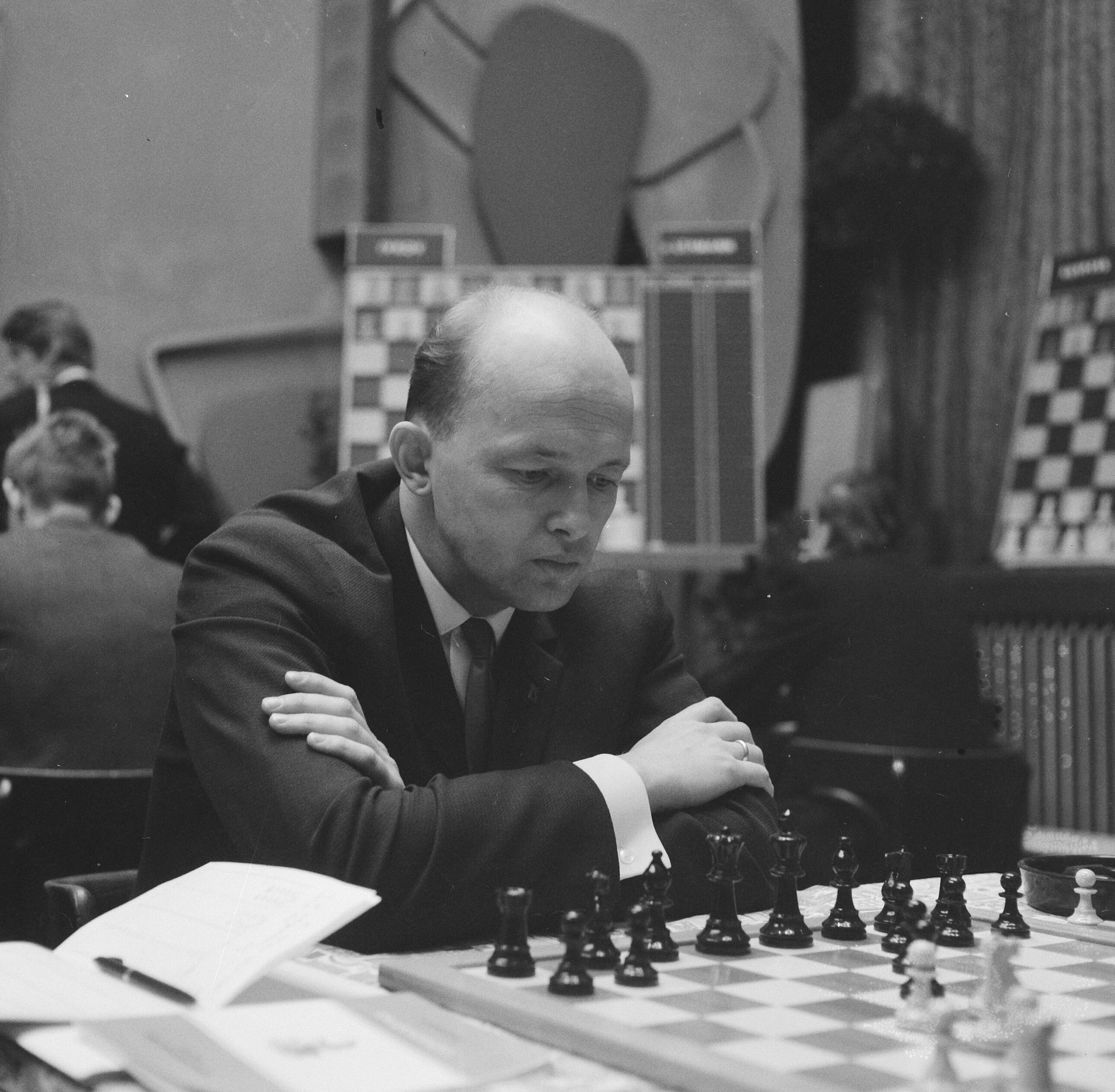
Fotografía del Gran Maestro Livo Nei, tomada en 1966 durante el Torneo de Ajedrez Hoogovens

El título de maestro internacional se otorga a los jugadores de ajedrez fuertes que están por debajo del nivel de gran maestro, pero por encima del nivel de maestro FIDE. Instituido junto con el título de gran maestro en 1950, es un título vitalicio, generalmente abreviado como MI en la literatura de ajedrez.

## Criterios de calificación
Los siguientes criterios de clasificación han sido definidos por la FIDE: en al menos dos torneos internacionales de ajedrez, se debe alcanzar un número mínimo de puntos (la denominada norma de MI) dependiendo del nivel de habilidad (la denominada categoría) del torneo. Este estándar de MI corresponde a una clasificación de al menos 2450. Las normas deben comprender un total de al menos 27 partidas. Otro requisito es una clasificación (el llamado rating Elo) de al menos 2400 puntos. La FIDE también otorga un título de maestra internacional femenina (MIF), cuyos requisitos son 200 puntos Elo menos. Para el registro del título, se debe pagar una tasa de 165 € a la FIDE.
Independientemente de estos criterios, la FIDE otorga automáticamente el título de maestro internacional a los jugadores que obtienen uno de los siguientes logros:
- Clasificación para la Copa del Mundo FIDE
- Finalista del Campeonato Mundial Femenino
- Segundo o tercer lugar del Campeonato del Mundo Juvenil (Sub-20)
- Segundo o tercer lugar del Campeonato Mundial Senior, tanto en las divisiones mayores de 50 como en mayores de 65
- Ganar (absoluto o compartido) el Campeonato del Mundo Juvenil (U18)
- Ganar el Campeonato Mundial Juvenil (U16) de forma absoluta
- Terminar segundo o tercero en un campeonato continental
- Ganar (absoluto o compartido) un campeonato continental de más de 50, un campeonato de más de 65 o un campeonato sub-20
- Ganar un campeonato continental sub-18 de forma absoluta
- Ganar un campeonato subcontinental
- Ganar un campeonato de la Commonwealth, de habla francesa o iberoamericana
- Ganar un campeonato mundial para discapacitados[2]

Después de convertirse en MI, la mayoría de los jugadores profesionales fijan su próximo objetivo que es convertirse en gran maestro. También es posible convertirse en gran maestro sin haber sido nunca un maestro internacional. Larry Christiansen de Estados Unidos (1977), Wang Hao de China, Anish Giri de los Países Bajos, y los ex campeones mundiales Mijaíl Tal de Letonia y Vladímir Krámnik de Rusia se convirtieron en Grandes Maestros sin haber sido nunca un MI. Bobby Fischer de los Estados Unidos logró ambos títulos únicamente en virtud de la clasificación para el Interzonal de 1958 (título de MI) y el Torneo de Candidatos de 1959 (título de GM), convirtiéndose solo de manera incidental en MI antes que GM.
A los 10 años, 8 meses y 16 días, Faustino Oro se convirtió en la persona más joven en obtener el título de maestro internacional el 30 de junio de 2024.
Según datos de marzo de 2021, actualmente hay 4013 maestros internacionales en las 184 federaciones con jugadores activos en el escalafón de la FIDE. Los países con más maestros internacionales en el mundo y en Iberoamérica son:
| Mundo | Mundo          | Mundo | Iberoamérica | Iberoamérica | Iberoamérica |
| ----- | -------------- | ----- | ------------ | ------------ | ------------ |
| Lugar | País           | N°    | Lugar        | País         | N°           |
| 1°    | Rusia          | 549   | 15°          | Argentina    | 78           |
| 2°    | Alemania       | 273   | 21°          | Cuba         | 56           |
| 3°    | Ucrania        | 209   | 30°          | Colombia     | 38           |
| 4°    | Estados Unidos | 166   | 33°          | Brasil       | 32           |
| 5°    | España         | 137   | 39°          | México       | 29           |
| 6°    | Serbia         | 126   | 50°          | Venezuela    | 23           |
| 7°    | Hungría        | 120   | 52°          | Perú         | 16           |
| 8°    | Francia        | 118   | 60°          | Ecuador      | 14           |
| 9°    | India          | 114   | 61°          | Chile        | 13           |
| 10°   | Polonia        | 109   | 73°          | Costa Rica   | 8            |

## Origen
En el Congreso de la FIDE en Praga en 1931, Dawid Przepiórka sugirió introducir el título de maestro internacional y establecer reglas sobre cómo se podría otorgar este título. En el Congreso de 1935 en Varsovia, la FIDE propuso que todo jugador debería recibir el título de maestro internacional al terminar primero o segundo en un torneo si al menos 14 jugadores participan en ese torneo y al menos el 70 % de ellos son maestros internacionales. También puede clasificarse ganando al menos cuatro partidas contra un maestro internacional en una competición oficial.
En el Congreso de la FIDE en París en 1949, se acordó un sistema modificado para los títulos de maestros internacionales y Grandes Maestros. Al mismo tiempo, 27 jugadores fueron nombrados Grandes maestros internacionales, 94 jugadores (incluida una mujer) fueron nombrados maestros internacionales y 17 jugadoras fueron nombradas maestras internacionales femeninas.

## Títulos similares
En composición de ajedrez, el título de maestro internacional se otorga a los compositores si han recibido al menos 25 puntos al publicar sus composiciones de ajedrez en álbumes de la FIDE. Un estudio cuenta 1,67 puntos y cualquier otra composición un punto. En el caso de trabajo conjunto, los puntos se comparten en consecuencia. Tres jueces evalúan la calidad de las composiciones y otorgan entre cero y cuatro puntos cada uno. Para su publicación en el álbum de la FIDE, una tarea debe recibir al menos ocho puntos de calificación. En la resolución de composiciones de ajedrez, también existen criterios de calificación para la resolución de torneos para el título de maestro internacional.